# Schutsloterwijde
De Schutsloterwijde is een meer in het noordwesten van de Nederlands provincie Overijssel.
De Schutsloterwijde is een van de meren in de omgeving van Giethoorn. Het meer ligt ten zuiden van de Belterwijde. De Schutsloot verbindt beide meren. Via het Stobbenkolkje en de Oostelijke Wetering is de Schutsloterwijde verbonden met de Arembergergracht. Via de noordzijde van het Stobbenkolkje is de Schutsloot verbonden met de Kleine Belterwijde. De Schutsloterwijde is, evenals de Beulaker- en de Belterwijde ontstaan tijdens stormen in de jaren 1775 en 1776 toen grote stukken grond - de zogenaamde zetwallen - werden weggeslagen. Door de afgravingen was het gebied kwetsbaar geworden voor stormafslag.